# I Hit It First
"I Hit It First" é uma canção do cantor norte-americano Ray J. Contém a participação do rapper Bobby Brackins e foi produzida por Nic Nac, que também contribuiu na composição junto com William Norwood, Jr. e Bobby Brackins.

## Desempenho nas tabelas musicais
| Tabela musical (2013)                        | Melhor posição |
| -------------------------------------------- | -------------- |
| Estados Unidos (Billboard Hot 100)           | 51             |
| Estados Unidos (Billboard R&B/Hip-Hop Songs) | 11             |
| Reino Unido (OCC UK R&B)                     | 39             |
| Reino Unido (UK Singles Chart)               | 132            |

## Histórico de lançamento
| País           | Data                                | Formato          | Editora discográfica          |
| -------------- | ----------------------------------- | ---------------- | ----------------------------- |
| Estados Unidos | 9 de Abril de 2013 de Julho de 2007 | download digital | Knockout, Fifth Amendment, E1 |